# Antonio Tejero
Pour les articles homonymes, voir Molina et Tejero.
 (février 2020).
Si vous disposez d'ouvrages ou d'articles de référence ou si vous connaissez des sites web de qualité traitant du thème abordé ici, merci de compléter l'article en donnant les références utiles à sa vérifiabilité et en les liant à la section « Notes et références ».
Antonio Tejero Molina, né le 30 avril 1932, à Alhaurín el Grande, dans la province de Malaga, est un officier supérieur de la Garde civile espagnole, partisan du régime franquiste. Il est un des principaux organisateurs de la tentative de coup d'État du 23 février 1981, connu en Espagne sous le nom de 23-F.

## Biographie
Il s'engage dans la garde civile en 1951 et commande, en tant qu'officier supérieur , les unités de la Garde Civile de la province basque du Guipuscoa. Il doit demander sa mutation vers une autre région après ses déclarations publiques contre le drapeau basque Ikurriña.
Proche de l'extrême-droite et anticommuniste, il fait partie des organisateurs de l'opération Galaxia en novembre 1978, visant l'arrêt de la transition démocratique espagnole. Le complot déjoué, Tejero Molina est jugé le 6 mai 1980 ; il écope de sept mois de prison.
Il est en poste de capitaine général, commandant la Garde civile de la 3e région militaire lors de la tentative de putsch qui le rend célèbre : le coup d'État du 23-F. Le 23 février 1981, il prend d'assaut le Congrès des députés à la tête de deux cents gardes civils, tandis que le général Jaime Milans del Bosch fait quadriller les rues de Valence par ses chars, et que le général Alfonso Armada, gouverneur de Lérida, se présente comme chef d'une nouvelle junte. Le but de ce putsch est de faire basculer la démocratie espagnole vers un retour au régime dictatorial, celui de Franco qu'elle avait quitté six ans plus tôt. Toutefois, les protagonistes n'ont pas forcément les mêmes visions du but exprimé ; pour Tejero, cela doit signifier notamment la chute de la monarchie, tandis que Milans et Armada préfèreraient conserver le régime monarchique.
L'échec du coup d'État donne du crédit et de la popularité au roi Juan Carlos qui, par cet événement, obtient la légitimité démocratique qu'il pouvait espérer, après la transition démocratique qu'il avait lancée depuis 1975, date de la mort du caudillo Franco. Tejero Molina est condamné à trente années de prison, comme ses principaux complices. Incarcéré à la prison d'Alcalá de Henares, il bénéficie d'un régime ouvert en 1993 et est libéré sous le régime de la liberté conditionnelle en 1996. Depuis, il partage son temps entre Madrid et sa province natale de Malaga, où il contribue épisodiquement à un quotidien local, Melilla Hoy.
Il fait une apparition, le 24 octobre 2019, avec un autre groupe de personnes à la porte du cimetière de Mingorrubio pour s'opposer au processus d'exhumation et d'inhumation de la dépouille de Francisco Franco.